# Oggenfuss
Oggenfuss ist ein Schweizer Familienname der bereits im Mittelalter in verschiedenen Schriften auftauchte.

## Herkunft und Geschichte
Die ursprüngliche Herkunft des Namens ist bisher noch nicht schlüssig geklärt. In einer alten Schrift ist von einem Hans Oggenfuss die Rede, der als Schneider des Reformators Zwingli erwähnt wird. Der Name stammt höchstwahrscheinlich aus dem Raum Zürich. Dort leben auch heute noch die meisten Leute mit diesem Familiennamen.
In den Vororten der Stadt haben sich ebenfalls viele Familien dieses Namens niedergelassen. Dabei verließen die katholischen Familien das reformierte Zürich und wurden in Rudolfstetten (heute Kanton Aargau) sesshaft.
Ungeklärt bleibt auch die Verbindung zum Namen Okenfuss. Erwähnt ist lediglich ein Deutscher Naturforscher namens Lorenz Okenfuß (1779–1851). Dieser legte aber später die "Fuss"-Endung ab und nannte sich von da an nur noch Lorenz Oken. 
Folgende Gemeinden rund um Zürich gelten als Bürgerorte der Familien: 
Rudolfstetten, Birmensdorf, Küsnacht ZH, Uitikon; weitere sind nicht bekannt.
An der Ostküste der USA, speziell in Delaware leben einige Nachkommen von um 1900 ausgewanderter Oggenfuss.

## Wappen
Als Wappen dient eine weisse Gans auf blauem Grund.

## Namensträger
- Andreas Oggenfuss (* 1978), Schweizer Sprinter